# 平田正
平田 正（ひらた ただし、1939年6月24日 - ）は群馬県出身の実業家。協和醗酵工業会長。

## 経歴
- 群馬県立高崎高等学校卒業
- 1963年 東京大学農学部農芸化学科を卒業し、協和醗酵工業に入社
- 1969年 農学博士
- 1970年 米国国立癌研究所に留学
- 1993年 協和醗酵工業取締役に就任
- 1995年 協和醗酵工業常務に就任、医薬国際事業部長委嘱
- 1996年 協和醗酵工業社長に就任
- 2000年 三井情報開発と折半出資により、ゲノム情報を活用した研究開発型ベンチャー（株式会社ザナジェン）を設立。
- 2005年 協和醗酵工業相談役に就任